# Jaromír Čížek
Jaromír Čížek   (Praga, 20 de desembre de 1927 - 20 de setembre de 2003) fou un pilot de motociclisme txec de renom internacional durant la dècada del 1950 i començaments de la del 1960. Pilot oficial de Jawa, aconseguí els seus principals èxits en la modalitat del motocròs, en què fou Campió d'Europa de 250cc el 1958 i sis vegades Campió de Txecoslovàquia. Va córrer també curses de resistència i diverses edicions dels Sis Dies Internacionals d'Enduro (ISDT) dins l'equip de Txecoslovàquia.

## Resum biogràfic
Conegut familiarment com a Jarda, de petit Čížek volia ser pilot d'aviació però a tretze anys, durant la Segona Guerra Mundial, esdevingué un apassionat de les motos, sobretot de les de competició. Un cop hagué acabat la guerra, junt amb un amic seu de Čakovice se'n construïren una tot arreplegant components d'on podien: el motor d'una ČZ, el xassís d'una DKW, etc. El 1946 hi participaren per primer cop en una cursa i, tot seguit, viatjaren tots dos arreu de Txecoslovàquia en tren, amb la moto, per tal de poder seguir totes les competicions possibles. El 1947, Čížek ja havia guanyat moltes curses locals i el conegut pilot motociclista Václav Bubeníček intercedí per ell davant dels organitzadors per tal que l'admetessin a curses per a motos de cilindrada superior.
Un cop acabat el servei militar, va entrar com a mecànic a l'empresa estatal d'automoció Mototechna, al carrer Jeseniova de Praga, i allà es va construir una autèntica moto de fora d'asfalt tot partint d'una Jawa 250 Perak. Amb aquella moto aconseguí diversos èxits fins que el 1952, Jawa el fitxà com a pilot de fàbrica. Čížek va romandre a l'equip oficial de Jawa fins al final de la seva carrera, inicialment centrat en les competicions d'enduro (va prendre part a cinc edicions dels Sis Dies Internacionals) però participant també en alguna cursa de resistència. Va córrer, per exemple, al Bol d'Or i a una cursa de 24 hores celebrada a les Ardenes on només varen acabar ell i un altre dels 150 que hi prengueren la sortida.
El 1955 va participar en els ISDT que se celebraven a Gottwaldov (avui anomenada Zlín, a Moràvia), dins l'actual República Txeca.

### Èxits en motocròs
Tot i haver-se especialitzat inicialment en l'enduro, Čížek practicava també el motocròs. A Txecoslovàquia en dominava àmpliament les competicions i entre 1954 i 1959 en va guanyar diversos campionats estatals a les cilindrades dels 250, 350 i 500cc. El 1957, quan tenia quasi 30 anys, va debutar en competició internacional tot participant a la I Copa d'Europa de motocròs de 250cc (reanomenada Campionat d'Europa el 1959 i convertida en Campionat del Món el 1962). Guanyà un Gran Premi, el de Suïssa, i acabà el campionat en tercera posició final. El 1958 fou el seu any de glòria: guanyà els Grans Premis de Suïssa, França, Txecoslovàquia, Gran Bretanya, Països Baixos, Bèlgica i Luxemburg i aconseguí així el campionat de forma incontestable. La temporada següent, 1959, guanyà els Grans Premis de la RDA, Txecoslovàquia i Polònia, però no n'hi hagué prou i acabà el campionat en tercera posició final, darrere el suec Rolf Tibblin i l'anglès Brian Stonebridge.
El 1960 encara va guanyar un Gran Premi, el de Bèlgica, però al de Finlàndia es lesionà de gravetat en una caiguda i, per culpa de la llarga convalescència posterior, va perdre tota la temporada. L'any següent, 1961, tornà al Campionat d'Europa i va ocupar el cinquè lloc després de guanyar el seu tretzè i darrer Gran Premi, el de la RDA. Malgrat tot, acabada la temporada de 1962 va decidir, fent cas dels consells dels metges, posar punt final a la seva carrera. El 1963, a 36 anys, Čížek es va retirar definitivament de les competicions de motociclisme, però no pas de les del motor en general: uns anys més tard, fou un dels pioners de l'autocròs a Txecoslovàquia.

## La Jawa de 1958
La temporada de 1958, en què guanyà el Campionat d'Europa (anomenat oficialment Coup d'Europe), Čížek va dominar totalment la competició guanyant-ne set Grans Premis. Un dels motius de la seva superioritat fou la seva Jawa, un model força especial que comptava amb un motor de carrera curta (70 mm de diàmetre x 64,5 mm de carrera), el qual proporcionava més potència i una més ràpida acceleració.
Malauradament, la motocicleta que desenvolupà Jawa per a la temporada següent, 1959, tenia serioses mancances de potència que impediren a Čížek de revalidar el seu títol, havent-se de conformar amb la tercera posició final.

## Palmarès internacional en motocròs
| Any  | Motocicleta | 250cc |
| ---- | ----------- | ----- |
| 1957 | Jawa        | 3r    |
| 1958 | Jawa        | 1r    |
| 1959 | Jawa        | 3r    |
| 1960 | Jawa        | 8è    |
| 1961 | Jawa        | 5è    |
| 1962 | Jawa        | 11è   |

1. ↑  Fins al 1961 inclòs no existia el Campionat del Món de 250 cc, ans el Campionat d'Europa (conegut també com a Coup d'Europe)